# Ala ad-Din Abu al-Kasim
Ala ad-Din Abu al-Kasim, Alaaeldin Abouelkassem (ur. 25 listopada 1990 w Satif) – egipski florecista, srebrny medalista olimpijski.
Urodził się w Satif w Algierii, jego ojciec był Egipcjaninem a matka Algierką. 
Wywalczył srebrny medal igrzysk olimpijskich w Londynie (2012) w turnieju indywidualnym. Po wyeliminowaniu Milesa Chamleya-Watsona z USA, Niemca Petera Joppicha, Włocha Andrei Cassary i Choi Byung-chula z Korei Południowej, w finale przegrał z Chińczykiem Lei Shengiem 13:15. Został tym samym pierwszym w historii szermierzem z Egiptu i pierwszym Afrykańczykiem, który zdobył medal olimpijski w tym sporcie. Na tej samej imprezie zajął dziewiąte miejsce drużynowo. Na rozgrywanych cztery lata później igrzyskach olimpijskich w Rio de Janeiro zajął jedenaste miejsce indywidualnie i siódme drużynowo. Brał też udział w igrzyskach olimpijskich w Tokio, zajmując szóste miejsce w turnieju indywidualnym i ósme w drużynowym. W 2024 roku ponownie wziął udział w Letnich Igrzyskach Olimpijskich, gdzie w rywalizacji indywidualnej florecistów odpadł w pierwszej walce, a w turnieju drużynowym zajął ósme miejsce.
Podczas igrzysk śródziemnomorskich w Mersin (2013) zdobył indywidualnie brązowy medal, plasując się za Włochem Giorgio Avolą i Francuzem Enzo Lefortem. Ponadto zdobył złote medale indywidualnie i drużynowo na igrzyskach afrykańskich w Brazzaville (2015) oraz igrzyskach afrykańskich w Rabacie (2019).